# Leszczynówka

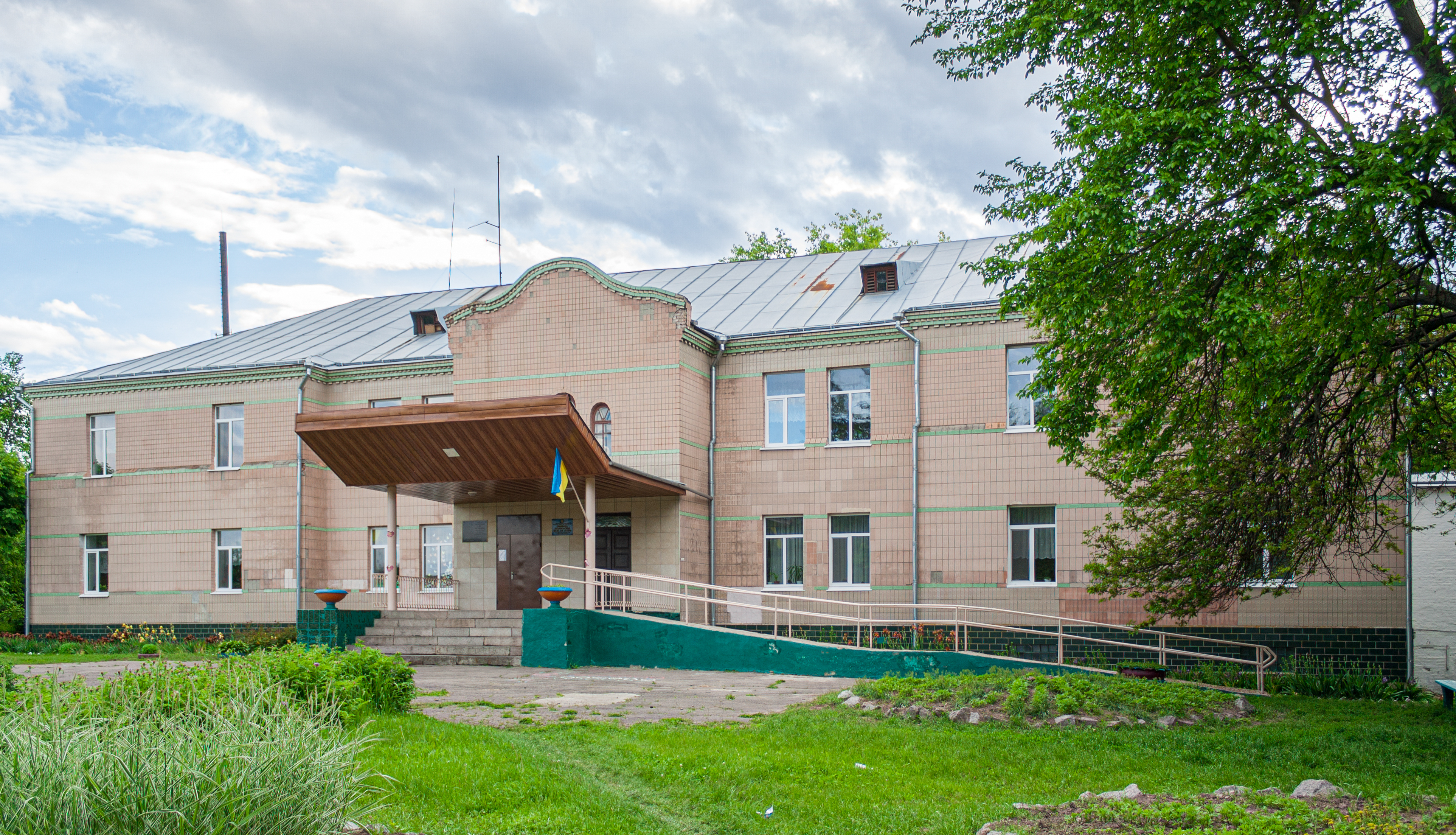
Fasada dawnego dworku Łozińskich; obecnie szkoła

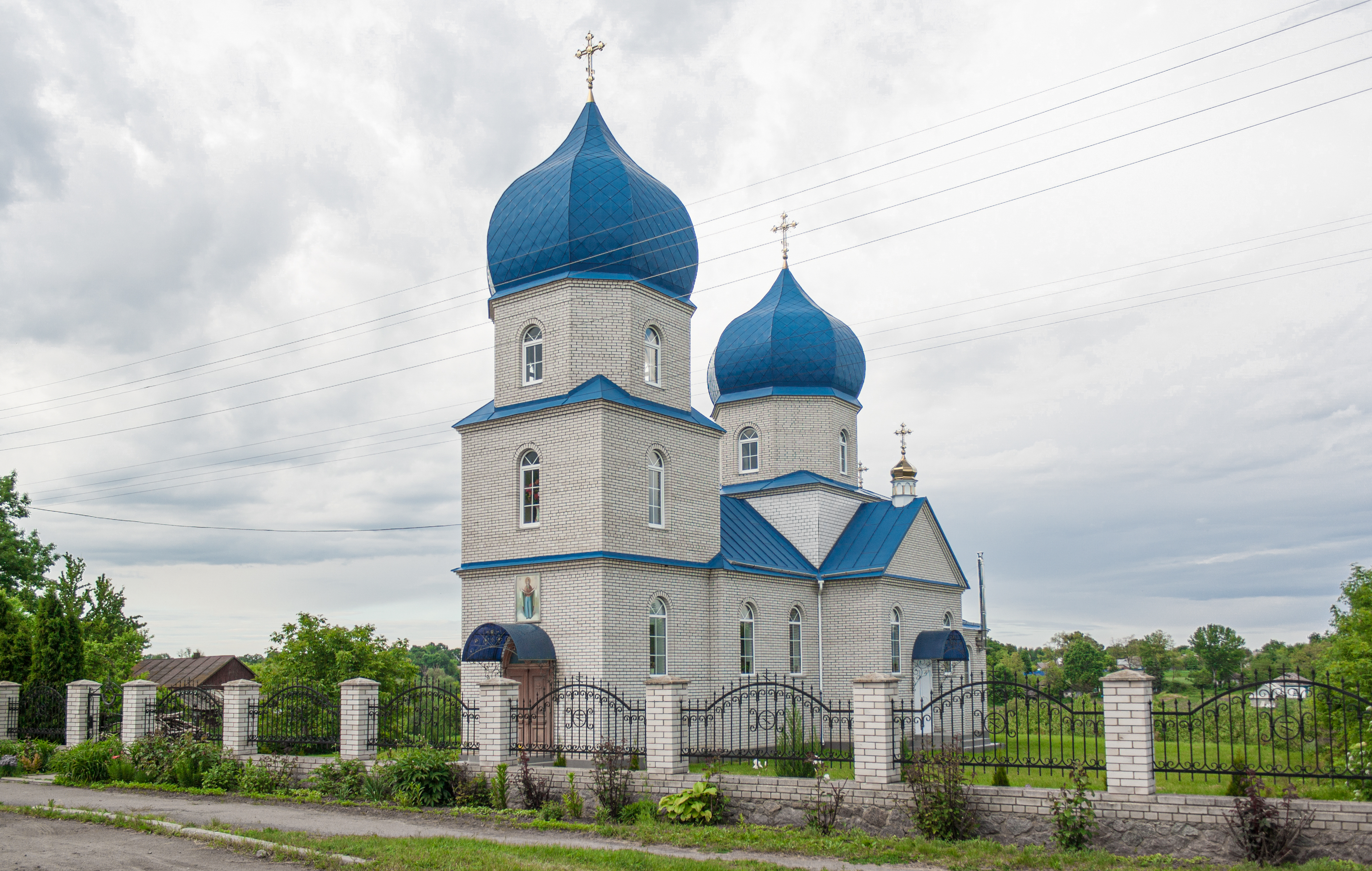
Cerkiew

Leszczynówka (ukr. Ліщи́нівка) – wieś na Ukrainie; leży kilka kilometrów na północny zachód od Humania, w rejonie humańskim obwodu czerkaskiego.
W czasie rozbiorów przypisana była do powiatu humańskiego guberni kijowskiej Imperium Rosyjskiego i wchodziła w skład dóbr Tulczyn. Należała do Jana Krechowieckiego, utrzymującego przyjacielskie relacje z Sewerynem Goszczyńskim, który często odwiedzał majątek. Później wieś przeszła na własność porucznika Franciszka Łozińskiego (ok.1805–1845), następnie jego syna Henryka Łozińskiego (prawdopodobnie zm. 1905), fundatora zachowanego współcześnie dworku (bud.1902). Po 1905 roku w dokumentach dotyczących Leszczynówki, jako właściciel figuruje syn Henryka –  Kazimierz.
Wcześniej powstała we wsi cerkiew (bud. 1756), istniała również kaplica rzymsko-katolicka należąca do parafii humańskiej w dekanacie humańskim diecezji łucko-żytomierskiej.